# Greg Iles
Greg Iles, född 8 april 1960 i Stuttgart, Tyskland, död 15 augusti 2025, var en amerikansk författare.
Han levde flera år på att bara spela musik. Året efter att han hade gift sig tillbringade han 50 veckor av 52 ute på turné och han förstod då att hans livsstil inte var bra för en familj. Han slutade spela och började skriva på sin första roman, Spandau Phoenix, en thriller om andra världskrigets Rudolf Hess.